# Richardson Bay (Bucht von San Francisco)
Die Richardson Bay ist ein flacher, artenreicher Ausläufer der Bucht von San Francisco, benannt nach William Anthony Richardson, einem Kapitän, Unternehmer und Landbesitzer aus der ersten Hälfte des 19. Jahrhunderts. Die Bay erstreckt sich auf einer Länge von etwa fünf Kilometern und einer Breite von rund drei Kilometern.
Trotz der starken urbanen Nutzung ihrer umliegenden Landflächen ist die Bucht ein Brut- und Durchzugsgebiet für eine Vielzahl von Wasser- und Küstenvogelarten. Weil hier jährlich etwa 40.000 Vögel gesichtet werden, unter denen sich auch bedrohte Arten wie Rallus longirostris obsoletus (engl. California Clapper Rail) befinden, wurde Richardson Bay als Important Bird Area eingestuft.
Von den späten 1960er bis in die 1980er Jahre war das durch Aufschüttungen entstandene Aramburu Island im nordwestlichen Bereich der Richardson Bay ein Ruheplatz von Seehunden. Während zeitweise rund 30 Prozent der Seehundpopulation in der Bucht von San Francisco auf Aramburu Island Zuflucht suchten, sind sie bis heute gänzlich von der Insel verschwunden. Dies wird auf die zunehmend störenden Einflüsse des Menschen sowie auf die Verschlickung einer nahegelegenen Tiefwasserrinne in der Bucht zurückgeführt.
Große Flächen der Bucht sind mit Seegras bewachsen, was Richardson Bay zu einem der wichtigsten Vorkommen der Wasserpflanzen in Nordkalifornien macht. Von der San Francisco Foundation gemeinsam mit der San Francisco State University finanzierte Untersuchungen in der Bucht widmen sich seit 2007 der Frage, inwieweit sich Wassertiefen auf die Anpflanzung von Seegras auswirken.
In den frühen 1960er Jahren erwarb die Non-Profit-Umweltorganisation National Audubon Society eine 369 Hektar umfassendes Fläche und gründete das Schutzgebiet Richardson Bay Sanctuary.